# Rosenstolz

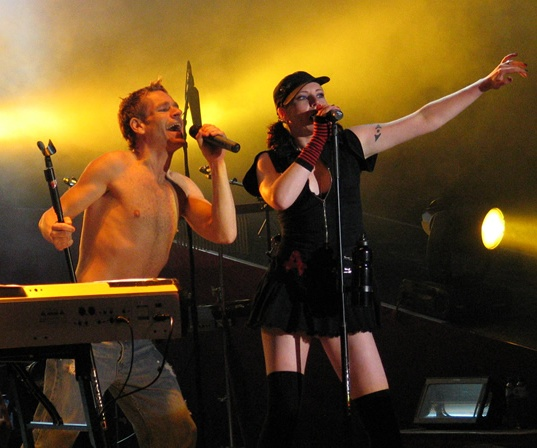
Rosenstolz in 2004

Rosenstolz is een populaire Duitse band uit Berlijn. De muziek combineert verschillende stijlen waaronder rock, pop en ballads. De meeste nummers worden in het Duits gezongen. Rosenstolz bestaat uit AnNa R. en Peter Plate. Hun grote doorbraak kwam in Duitsland in 1998 met het nummer Herzensschöner. Hun albums Kassengift (2000), Herz (2004) en Das Große Leben (2006) kwamen allemaal op nummer één binnen in de Duitse albumhitlijst. Das Große Leben kwam ook op nummer 1 binnen in Oostenrijk en op nummer 10 in Zwitserland.

## Bandleden
Bij concerten wordt het duo AnNaR (Andrea Natalie Rosenbaum) en Peter door een zevental muzikanten begeleid. De meeste daarvan spelen al jarenlang met Rosenstolz. De actuele bezetting bestaat uit Zoran „Zorro“ Grujovski (keyboard en akoestische gitaar), Peter Koobs (gitaar), Thomy Jordi (basgitaar) en Jens Carstens (drums en percussie). De oorspronkelijke gitarist en vriend van AnNa en Peter, Ralf Lübke, heeft de band verlaten om meer tijd voor zijn eigen band Monkeeman vrij te maken. Voor hem in de plaats is Ulrich „Ulle“ Rode bij de band gekomen. Tot slot maken Lorenzo Allacher (saxofoon en akoestische gitaar) en Anne de Wolff (viool, accordeon en percussie) de bezetting compleet.

## Geschiedenis
In het begin speelde Rosenstolz voor een klein publiek, vooral in de Duitse homoscene. Hun eerste concert gaven ze in 1991 in de Galerie Bellevue in Berlijn voor amper 30 bezoekers. Bij een concert in het Berlijnse homo-ontmoetingscentrum SchwuZ werden ze in 1992 uitgejouwd. De fanclub bleef echter onvermoeibaar door heel Berlijn posters ophangen die de concerten van Rosenstolz aankondigden. Hierdoor bereikte het duo aan het begin van de jaren negentig in Berlijn een Kultstatus.
De populariteit van Rosenstolz bleef in Duitsland elk jaar stijgen. Dit is vooral te danken aan het trouwe publiek, want lange tijd werd Rosenstolz door de media genegeerd. Totdat Rosenstolz in 1998 deelnam aan de Duitse voorronde van het Eurovisiesongfestival. Met het nummer Herzensschöner bereikten ze de tweede plaats. In 2000 bereikte Rosenstolz met inmiddels het zevende album, Kassengift, voor het eerst de nummer 1-positie in de Duitse albumhitlijst. Het eerste succes in Oostenrijk en Zwitserland kwam in 2006 met het album Das Große Leben.
Op 20 december 2012 maken de artiesten bekend dat ze voor nog onbekende tijd ieder apart muziek zullen maken.

## Provocerend
De teksten van Rosenstolz zijn af en toe provocerend te noemen, soms erotisch, soms ook melodramatisch. Regelmatig neemt Rosenstolz in hun nummers echter politieke stelling in, bijvoorbeeld in 2003 met het nummer "Laut" tegen de oorlog in Irak. Of in 1999 met het nummer "Ja, ich will" (Ja, ik wil) naar aanleiding van de discussie over het homohuwelijk in het Duitse parlement. Ook op de „Das große Leben“-tour bekritiseert Peter de afwijzende houding van de Paus tegenover homoseksualiteit.

## Discografie

### Albums
| Album met eventuele hitnotering(en) in de Nederlandse Album Top 100 | Datum van verschijnen | Datum van binnenkomst | Hoogste positie | Aantal weken | Opmerkingen |
| ------------------------------------------------------------------- | --------------------- | --------------------- | --------------- | ------------ | ----------- |
| Soubrette werd' ich nie                                             | 1992                  | -                     |                 |              |             |
| Nur einmal noch                                                     | 1994                  | -                     |                 |              |             |
| Mittwoch is' er fällig"                                             | 1995                  | -                     |                 |              |             |
| Objekt der Begierde                                                 | 1996                  | -                     |                 |              |             |
| Die Schlampen sind müde                                             | 1997                  | -                     |                 |              |             |
| Zucker                                                              | 1999                  | -                     |                 |              |             |
| Kassengift                                                          | 2000                  | -                     |                 |              |             |
| Macht Liebe                                                         | 2002                  | -                     |                 |              |             |
| Herz                                                                | 2004                  | -                     |                 |              |             |
| Das große Leben                                                     | 2006                  | -                     |                 |              |             |
| Die Suche geht weiter                                               | 2008                  | -                     |                 |              |             |
| Wir sind am leben                                                   | 2011                  | -                     |                 |              |             |